# María Núñez
Pour les articles homonymes, voir Núñez.

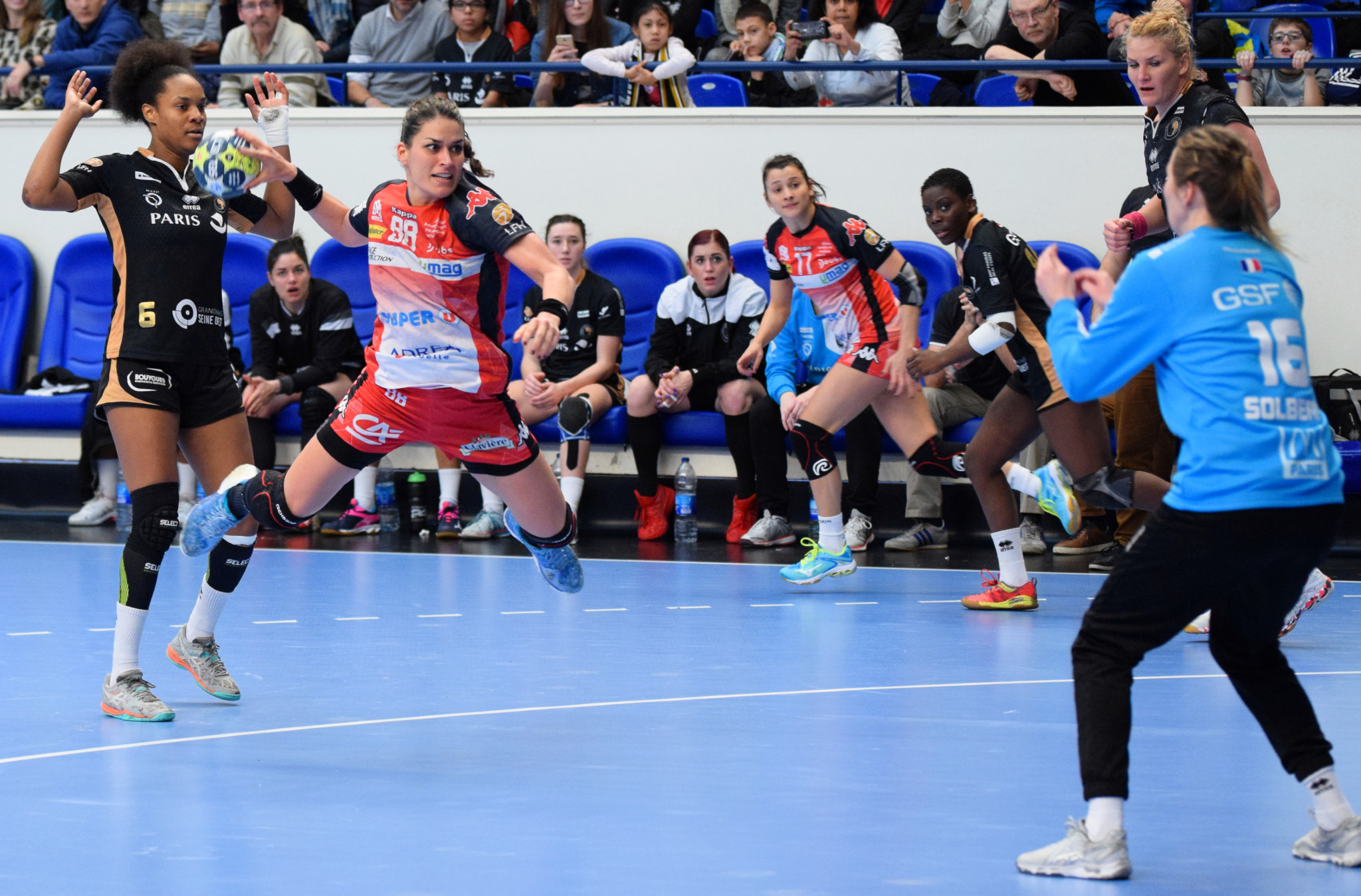
Núñez au tir avec Besançon, le 10 janvier 2018.

María Núñez Nistal (née le 27 novembre 1988 à Mogán) est une joueuse internationale espagnole de handball, évoluant au poste de pivot au Balonmano Bera Bera depuis 2012.
Pour la saison 2015-2016, elle rejoint l'ES Besançon, où elle retrouve ses compatriotes María Muñoz et Jessica Alonso.

## Palmarès

### Clubs
compétitions internationales
- finaliste de la coupe des vainqueurs de coupe en 2011 (avec CB Mar Alicante)

compétitions nationales
- championne d'Espagne en 2013, 2014 et 2015 (avec BM Bera Bera)
- vainqueur de la coupe de la Reine en 2013 et 2014 (avec BM Bera Bera)

### Sélection espagnole
championnat d'Europe
- finaliste du championnat d'Europe 2014

championnat du monde
- finaliste du championnat du monde 2019

autres
- finaliste du championnat d'Europe junior en 2007[3]